# Prainha (Caraguatatuba)
Pedra do Jacaré, uns dos pontos turísticos da Prainha
A Prainha é uma praia da cidade de Caraguatatuba, é uma praia que raramente fica imprópria, um de seus pontos turísticos é a Pedra do Jacaré, e faz limite com as praias da praia do Martim de Sá e Pedra da Freira.
Para chegar até a Pedra do Jacaré, você deve seguir uma trilha que passa pela borda da montanha que liga a pedra. Após a pedra, uma outra trilha existe para os banhistas chegarem até o topo da pedra.
A Prainha é caracterizada pelas suas águas calmas, perfeito para crianças.